# 境野沢ため池
堺野沢ため池（さかいのさわためいけ）は、青森県五所川原市大字松野木にあるため池である。
2010年（平成22年）3月25日に農林水産省のため池百選に選定された。

## 概要
弘前藩主津軽信政により、北津軽の新田開墾の灌漑用水源として築造された。
五所川原市東部には堺野沢ため池や「大溜池」、「長橋溜池」の大規模な農業用水用のため池のほか「小左衛門溜池」等中小規模のため池が多数ある。
堺野沢溜池の入り組んだ地形の湖畔には遊歩道やテラスが整備され芦や花菖蒲の、美しい景観を保ち、住民の憩いの場として親しまれている。

## アクセス

### 道路
- 浪岡五所川原道路五所川原ICから5分

### 路線バス
- JR五能線五所川原駅からタクシー